# Anna van Schweidnitz
Anna van Schweidnitz (Schweidnitz, circa 1339 - Praag, 11 juli 1362) was van 1353 tot aan haar dood Rooms-Duits koningin-gemalin en koningin-gemalin van Bohemen en van 1355 tot aan haar dood keizerin van het Heilige Roomse Rijk. Ze behoorde tot de Silezische tak van het huis Piasten.

## Levensloop
Anna was de dochter van de Poolse hertog Hendrik II van Schweidnitz en diens echtgenote Catharina, dochter van koning Karel I Robert van Hongarije. Haar vader stierf toen ze pas vier jaar oud was, waarna ze onder de voogdij van haar oom Bolko II werd geplaatst. Ze groeide op en werd opgevoed bij haar moeder in het Hongaarse Visegrád.
In 1350 werd Anna op elfjarige leeftijd verloofd met Wenceslaus, de pasgeboren zoon en erfopvolger van Rooms-Duits koning en koning van Bohemen Karel IV. Nadat de jonge Wenceslaus en zijn moeder Anna van de Palts waren overleden, wilde Karel IV zelf met Anna trouwen. Het geplande huwelijk paste in de strategie van Karel en daarvoor van zijn vader Jan de Blinde om de Silezische hertogdommen onder de controle van Bohemen te brengen. Voor haar vertrek naar Bohemen gaf ze haar rechten op het hertogdom Schweidnitz op.
Omdat Anna en Karel IV tweedegraadsverwanten waren, moest paus Innocentius VI een huwelijksdispensatie geven. Nadat dit was gebeurd vond op 27 mei 1353 het huwelijk plaats. Op dat moment was Anna 14 en haar echtgenoot 37 jaar oud. Na het huwelijk werd Anna op 28 juli 1353 in Praag tot koningin-gemalin van Bohemen gekroond en op 9 februari 1354 in Aken tot Rooms-Duits koningin gekroond. Toen haar echtgenoot op 5 april 1355 in Rome tot keizer van het Heilige Roomse Rijk werd gekroond, werd Anna tijdens dezelfde ceremonie tot keizerin gekroond. Ze was hierdoor de eerste Boheemse koningin die ook keizerin van Heilige Roomse Rijk was.
Op 11 juli 1362 stierf Anna op 23-jarige leeftijd tijdens de bevalling van haar derde kind. Ze werd bijgezet in de Praagse Sint-Vituskathedraal. Haar echtgenoot Karel IV hertrouwde een jaar na haar overlijden met Elisabeth van Pommeren en na het overlijden van haar oom Bolko II gingen de hertogdommen Schweidnitz en Jauer in 1368 naar de Boheemse kroon.

## Nakomelingen
Karel IV en Anna kregen drie kinderen:
- Elisabeth (1358-1373), huwde in 1366 met hertog Albrecht III van Oostenrijk
- Wenceslaus (1361-1419), koning van Bohemen en Rooms-Duits koning
- een doodgeboren kind (1362)